# Николаев, Игорь Юрьевич (хоккеист)
Игорь Юрьевич Николаев (род. 6 июля 1970, Усть-Каменогорск) — советский и российский хоккеист. Тренер.

## Биография
Начал заниматься хоккеем в Усть-Каменогорске в пять с половиной лет. В первенстве СССР дебютировал в сезоне 1988/89 — играл за команды первой лиги «Лада» Тольятти и второй лиги «Маяк» Куйбышев и «Торпедо» Нефтекамск. В рамках прохождения армейской службы выступал за команды первой лиги СКА Свердловск (1989/90) и «Металлург» Серов (1990/91). В сезоне 1990/91 провёл 26 матчей в высшей лиге за «Торпедо» Усть-Каменогорск. Перешёл в фарм-клуб «Торпедо» «Автомобилист»/«Строитель» Караганда, за который играл в первой лиге (1991/92) и МХЛ (1992/93 — 1993/94). Играл за клубы
«Амурсталь» Комсомольск-на-Амуре (1993/94), «СК Белово» (1994/95), «Металлург» Новокузнецк (1995/96, 2001/02 — 2003/04), СКА-«Амур» / «Амур» Хабаровск (1996/97 — 2000/01), «Химик» Воскресенск, «Салават Юлаев» и «Салават Юлаев-2» (все — 2003/04), «Голден Амур» (Азиатская хоккейная лига, 2004/05).
По окончании карьеры игрока отработал два год в школе «Металлурга» с командой 1999 года рождения. С сезона 2007/08 по 20 ноября 2008 был главным тренером «Металлурга-2». Главный тренер команды высшей лиги «Ермак» Ангарск (20 ноября 2008—2010). В 2010—2019 годах тренировал команду «Металлурга» 2002 года рождения. С сезона 2019/20 тренировал в Балашихе команду «Авангарда-Олимпийца» 2010 года рождения. В январе 2020 года омский «Авангард» уволил Николаева после скандала с избиением ребёнка на тренировке клюшкой по голове. С 2020 года — тренер в школе «Кузнецкий лед» (Новокузнецк).